# Griechniewka (obwód wołogodzki)
Griechniewka (ros. Грехневка) – wieś w Rosji, w rejonie mieżdurieczeńskim obwodu wołogodzkiego. W 2010 r. liczyła 2 mieszkańców.